# قدمان
قدمان یکی از روستاهای توابع بخش اسیر در شهرستان مهر در استان فارس ایران است. کشاورزی از جمله شغل بیشتر مردم اهالی است. در این روستا آثار باستانی زیادی وجود دارد.